# أنكه ريلينغر
أنكه ريلينغر (بالألمانية: Anke Rehlinger) (مواليد 6 أبريل 1976 في فادرن باسم أنكه موس) سياسية ألمانية تنتمي الحزب الديمقراطي الاجتماعي الألماني (SPD). تشغل منصب وزيرة الاقتصاد والعمل والطاقة والنقل ومنصب نائبة رئيس وزراء ولاية سارلاند، كما ترأس الحزب في الولاية. قبل ذلك شغلت منصب وزيرة العدل ووزيرة البيئة وحماية المستهلك.

## روابط خارجية
- أنكه ريلينغر على موقع مونزينجر (الألمانية)